# موتور کمال اسماعیل‌زهی
موتور کمال اسماعیل‌زهی روستایی در دهستان کورین بخش کورین شهرستان زاهدان استان سیستان و بلوچستان ایران است.

## جمعیت
بر پایه سرشماری عمومی نفوس و مسکن در سال ۱۳۹۵ جمعیت این روستا ۵۶ نفر (۱۴خانوار) بوده‌است.